# Zoogonus dextrocirrus
Zoogonus dextrocirrus är en plattmaskart. Zoogonus dextrocirrus ingår i släktet Zoogonus och familjen Zoogonidae. Inga underarter finns listade i Catalogue of Life.